# Ла-Бріла
Ла-Бріла (фр. La Brillaz) — громада в Швейцарії в кантоні Фрібур, округ Сарін.

## Географія
Громада розташована на відстані близько 40 км на південний захід від Берна, 13 км на захід від Фрібура.
Ла-Бріла має площу 10,3 км², з яких на 8,5 % дозволяється будівництво (житлове та будівництво доріг), 71,1 % використовуються в сільськогосподарських цілях, 19,3 % зайнято лісами, 1,2 % не є продуктивними (річки, льодовики або гори).

## Демографія
2019 року в громаді мешкало 2052 особи (+17,5 % порівняно з 2010 роком), іноземців було 13,1 %. Густота населення становила 199 осіб/км².
За віковим діапазоном населення розподілялося таким чином: 25,8 % — особи молодші 20 років, 60,2 % — особи у віці 20—64 років, 13,9 % — особи у віці 65 років та старші. Було 798 помешкань (у середньому 2,6 особи в помешканні).
Із загальної кількості 215 працюючих 48 було зайнятих в первинному секторі, 17 — в обробній промисловості, 150 — в галузі послуг.